# Nemrut Dağı

Nemrut är ett 2 100 meter högt, världsarvslistat berg i provinsen Adıyaman i sydöstra Turkiet, söder om Malatya. Där återfinns en stor gravhög, terrasser och flera nära 10 meter höga statyer föreställande gudar, förfäder, djur och fåglar som kung Antiochos I av Kommagene (69-34 f.Kr.) lät uppföra cirka 60 f.Kr. som monument över honom själv.
Gravhögen är 50 meter hög och har en diameter på 145 meter. Högen är omgiven av tre terrasser på de östra, västra och norra sidorna. Fem sittande statyer i kolossalformat på den östra och västra terrassen har kunnat identifierats som gudar, och dessa flankeras av lejon och örn. Jättestatyernas huvuden har fallit av och ligger nedanför terrasserna. Mithra, Apollo, Zeus, Herakles, Antiochos I själv och flera andra grekiska och persiska gudar omger gravhögen. Där finns också reliefer som visar Antiochos persiska förfäder på fädernet och hans grekiska förfäder på mödernet.
De antika lämningarna upptäcktes 1881 och började utforskas på 1950-talet. Gravkammaren har inte kunnat lokaliseras. Berget och dess lämningar är sedan 1987 ett av Unescos världsarv.

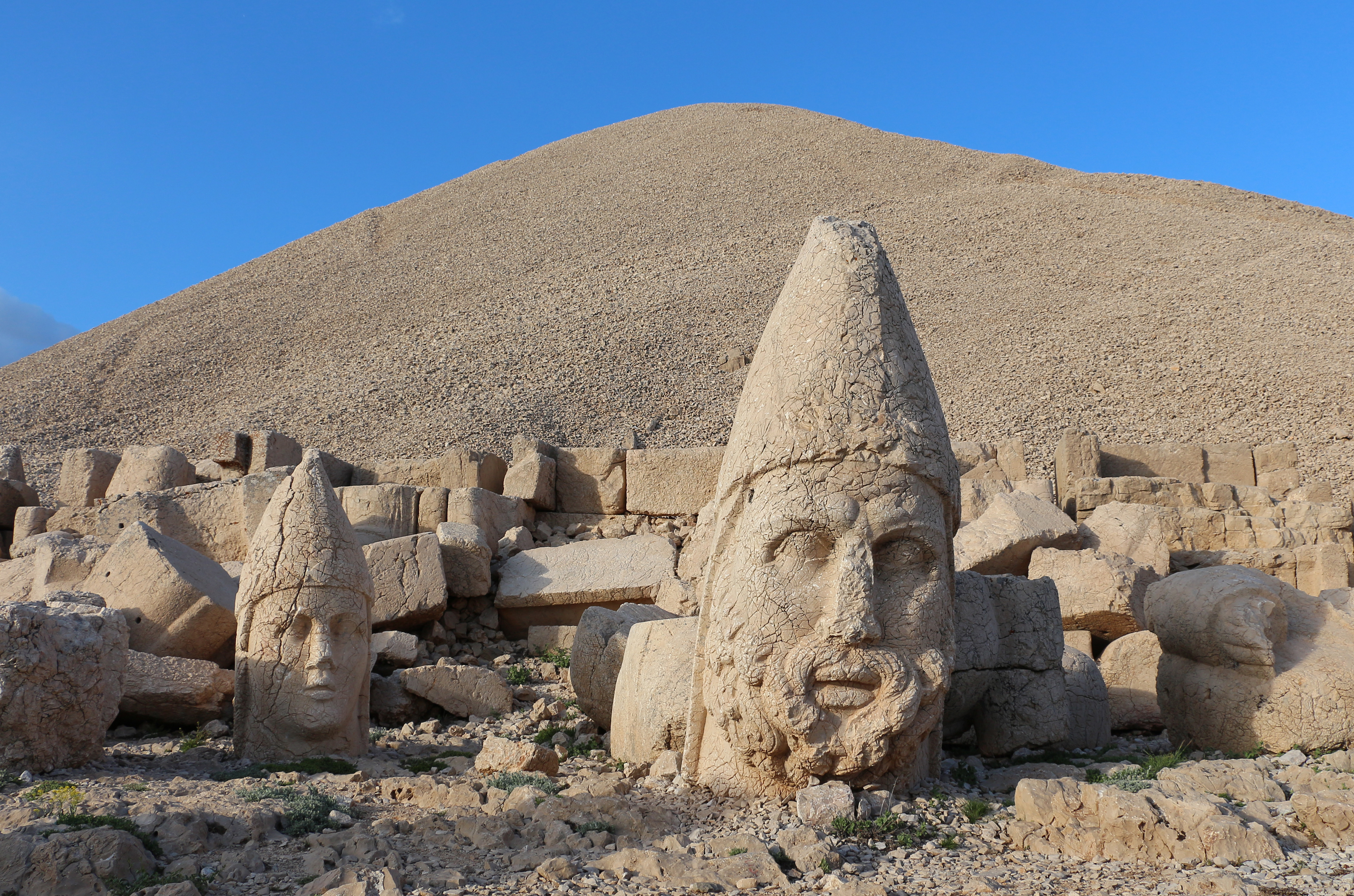
Antiochos (vänster) och Herakles (höger)
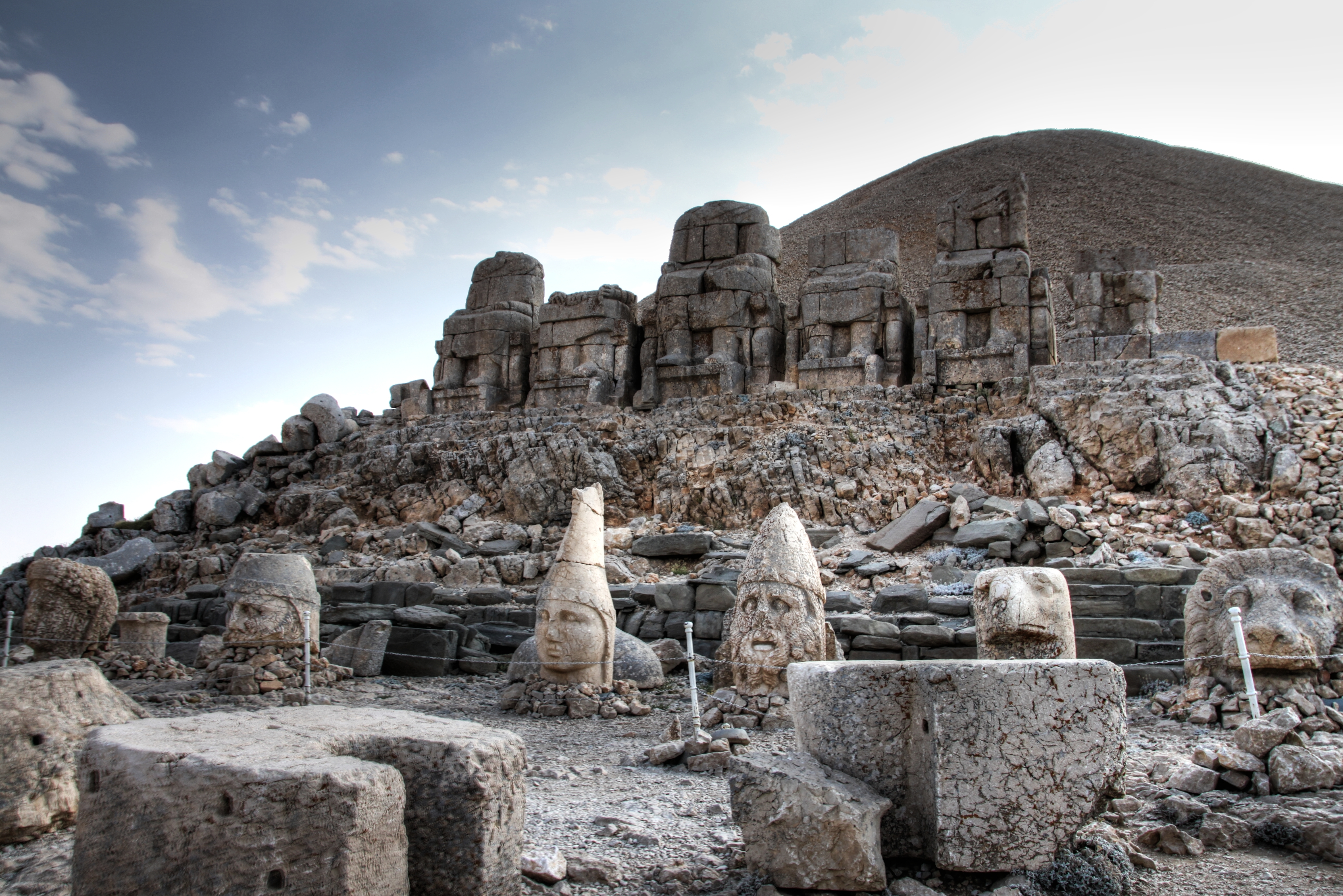
Östra terrassen
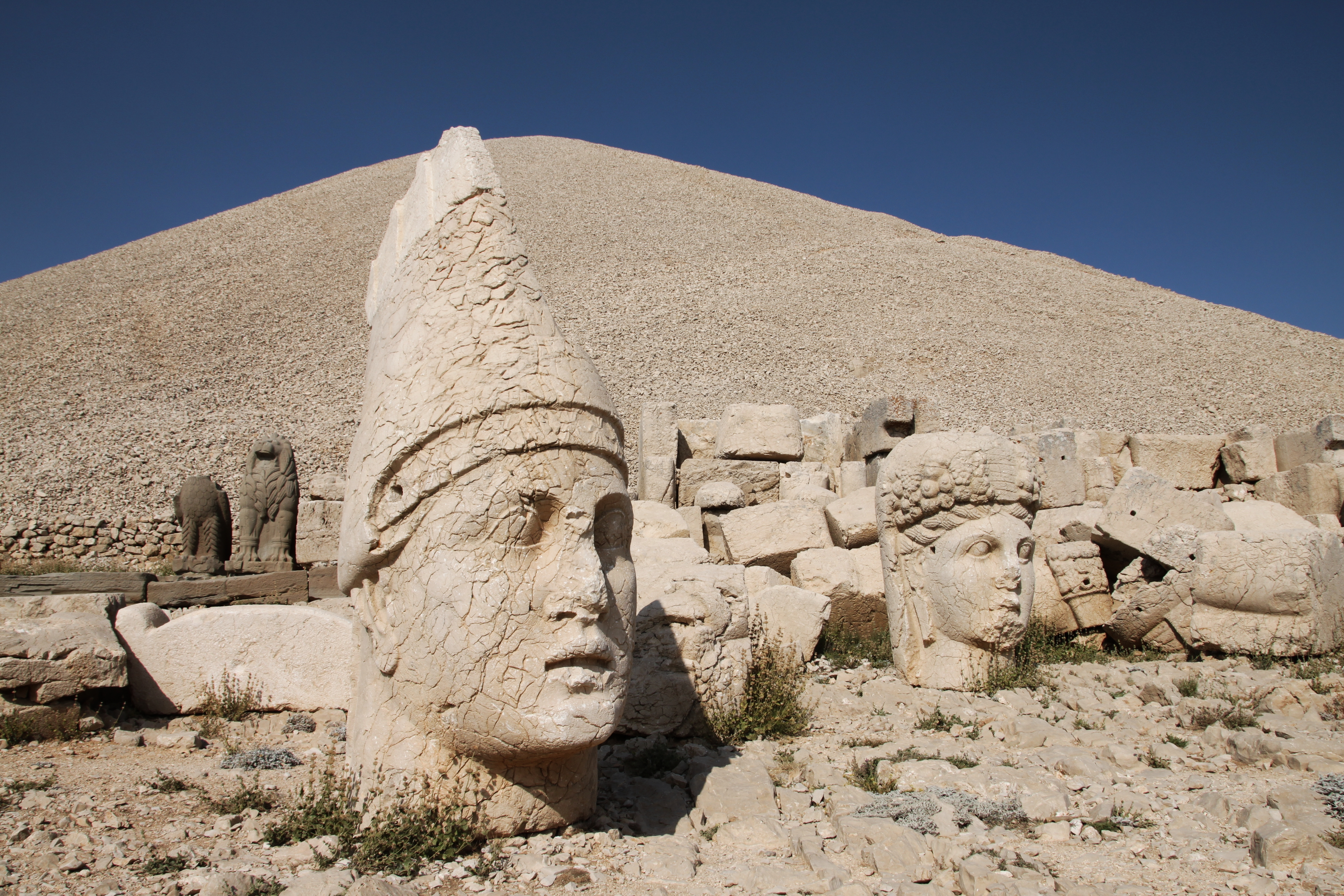
Västra terrassen
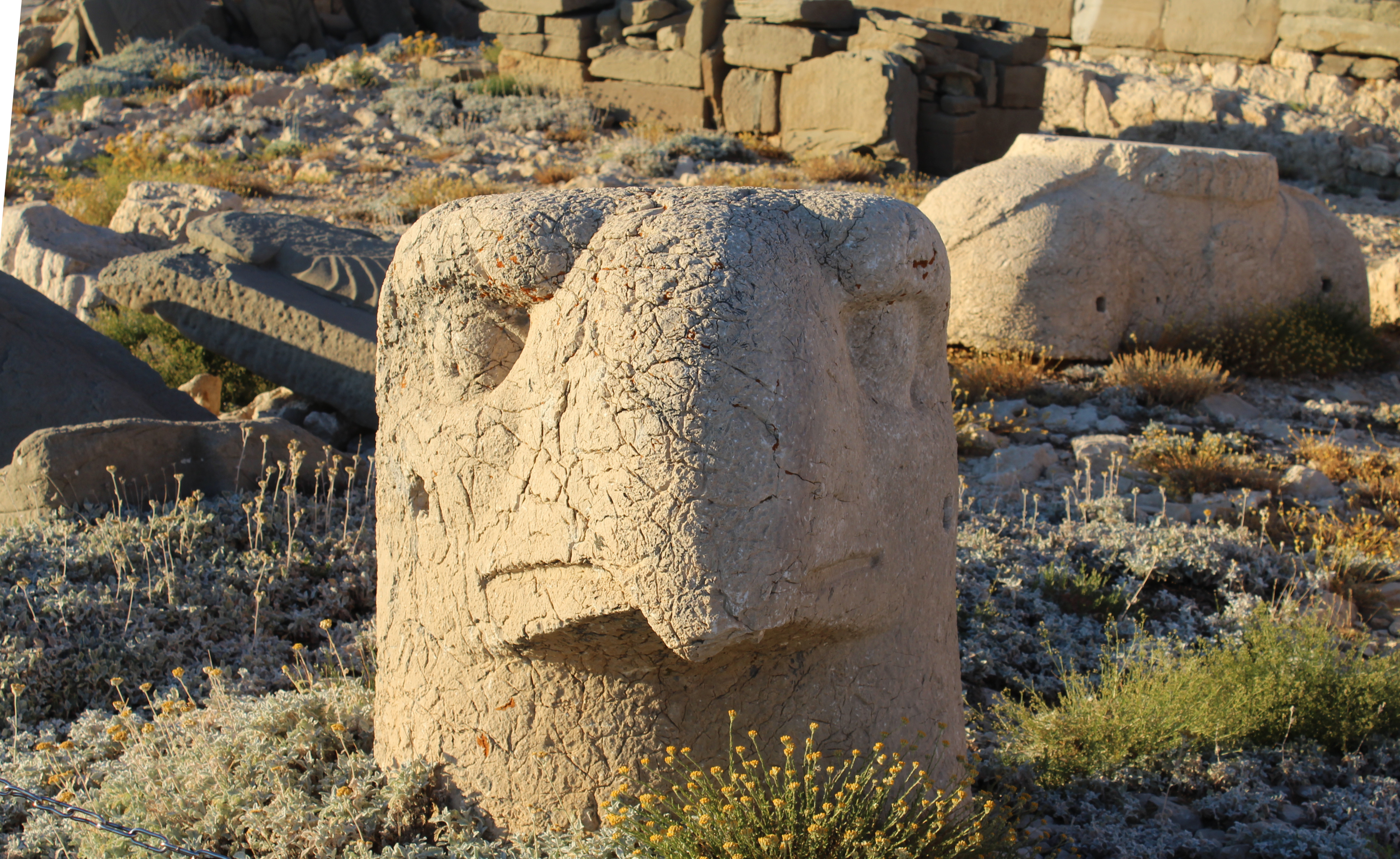